# الحدود الفرنسية السويسرية

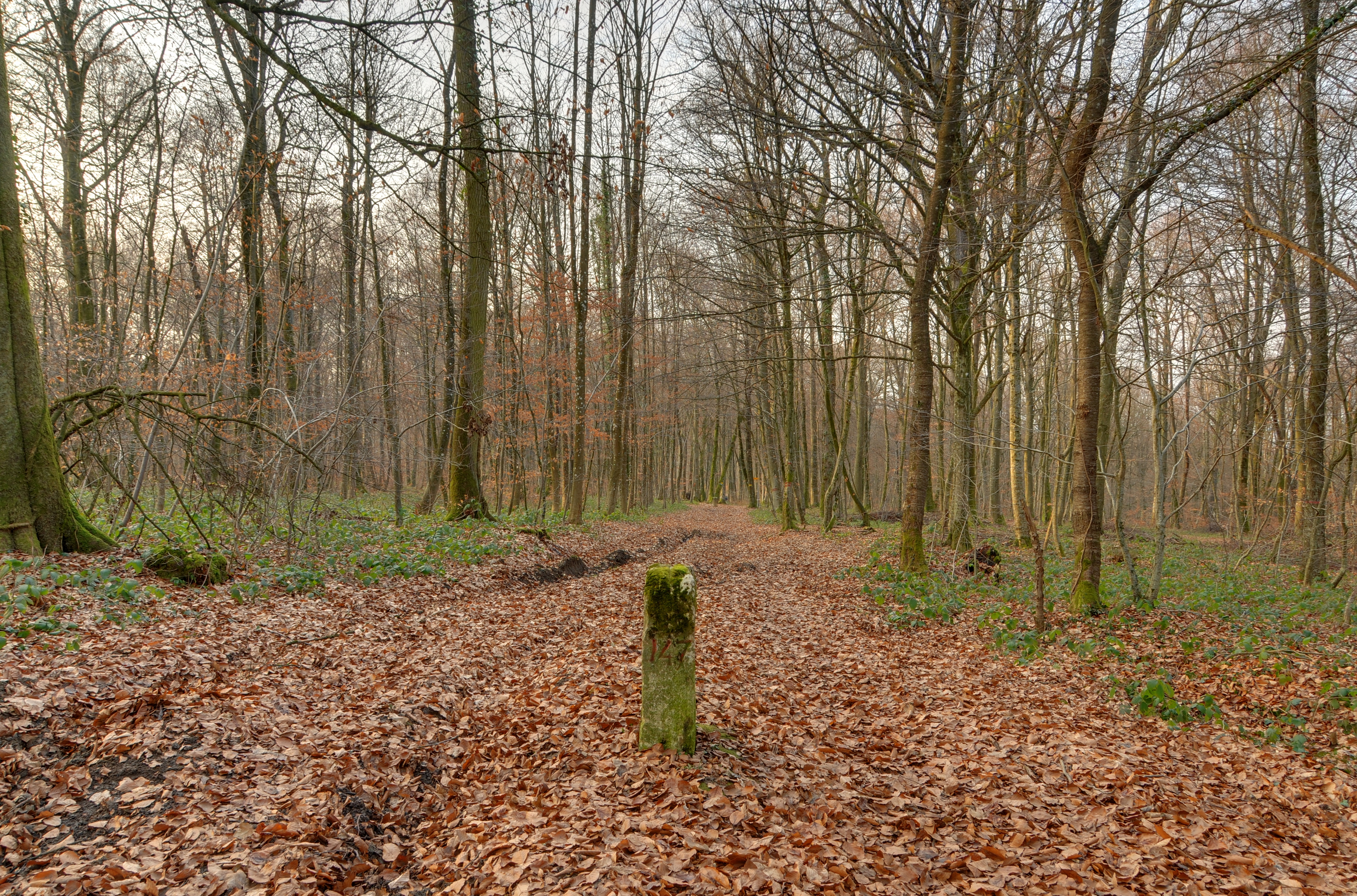
حجر الحدود بين سويسرا (في اليسار) وفرنسا (في اليمين)

الحدود الفرنسية السويسرية (بالألمانية:Grenze zwischen Frankreich und der Schweiz, بالفرنسية:Frontière entre la France et la Suisse, طولها572 كيلومتر. وحدودها الحديثة هي في الغالب نتاج مؤتمر فيينا لعام 1815 ، مع انضمام جنيف, نوشاتيل وفاليس إلى الاتحاد الكونفدرالي السويسري، ولكن تم تعديلها منذ ذلك الحين بالتفصيل، للمرة الأخيرة (اعتبارا من عام 2013) في عام 2002.